# Clare Holman
Clare Margaret Holman (* 12. Januar 1964 in London) ist eine britische Schauspielerin und Fernsehregisseurin.

## Leben
Clare Holman war von April 2005 bis zu dessen Tod 2016 mit Howard Davies verheiratet. Sie erhielt 1997 den Laurence Olivier Award als beste Nebendarstellerin in Wer hat Angst vor Virginia Woolf?.
Neben Blockbustern wie Blood Diamond spielte sie auch in Serien, wie Inspector Morse und Lewis – Der Oxford Krimi. Sie ist auch neben Kevin Whately die einzige Person, die in Inspector Morse und in Lewis – Der Oxford Krimi dieselbe Rolle spielte, nämlich die der Dr. Hobson.

## Filmografie (Auswahl)
- 1991: Gib’s ihm, Chris! (Let Him Have It)
- 1991: Angst vor der Dunkelheit (Afraid of the Dark)
- 1994: Tom & Viv
- 1995–2000: Inspektor Morse, Mordkommission Oxford (Inspector Morse, Fernsehserie, 5 Folgen)
- 1996: The Bill (Fernsehserie, Folge 12x11)
- 2002, 2016: Gerichtsmediziner Dr. Leo Dalton (Silent Witness, Fernsehserie, 4 Folgen)
- 2002, 2006, 2019: Inspector Barnaby (Midsomer Murders, Fernsehserie, 3 Folgen)
- 2003: Agatha Christie: Blausäure (Sparkling Cyanide, Fernsehfilm)
- 2003: Henry VIII
- 2006: Agatha Christie’s Marple: Lauter reizende alte Damen (By the Pricking of My Thumbs, Fernsehfilm)
- 2006: Blood Diamond
- 2006: New Tricks – Die Krimispezialisten (New Tricks, Fernsehserie, Folge 3x07)
- 2006–2015: Lewis – Der Oxford Krimi (Lewis, Fernsehserie, 42 Folgen)
- 2011: Death in Paradise (Fernsehserie, Folge 1x03)
- 2013: Scott & Bailey (Fernsehserie, Folge 3x03)
- 2015: Suite française – Melodie der Liebe (Suite française)
- 2017: The Crown (Fernsehserie, Folge 2x10)
- 2018: Die Libelle (The Little Drummer Girl, Miniserie, 6 Folgen)
- 2021: Censor
- 2023: Vera – Ein ganz spezieller Fall (Vera, Fernsehserie, Folge 12x05)
- 2024: Eifersucht (Killer Heat)